# Spiele der kleinen Staaten von Europa 2007/Schwimmen
Bei den XII. Spielen der kleinen Staaten von Europa in Monaco finden die Schwimmwettkämpfe im Centre Nautique Prince Albert II, der Schwimmhalle des Stade Louis II, statt.

## Männer

### 50 m Freistil
| Platz | Land | Athlet                         | Zeit    |
| ----- | ---- | ------------------------------ | ------- |
| 1     | ISL  | Orn Arnarson                   | 23,02 s |
| 2     | CYP  | Chrysanthos Papachrysantou     | 23,32 s |
| 3     | MON  | Xavier François Paquot         | 23,95 s |
| 4     | AND  | Charles Ridaura Carbonell      | 24,57 s |
| 5     | ISL  | Baldur Snaer Jonsson           | 24,70 s |
| 6     | AND  | Marco Alexandre Catarino Lopes | 24,93 s |
| 7     | LUX  | Pit Ulveling                   | 24,96 s |
| 8     | CYP  | Alexandre Bakhtiarov           | 26,83 s |

Datum: 7. Juni 2007, 17:08 Uhr

### 100 m Freistil
| Platz | Land | Athlet                    | Zeit    |
| ----- | ---- | ------------------------- | ------- |
| 1     | ISL  | Orn Arnarson              | 49,97 s |
| 2     | MON  | François Xavier Paquot    | 51,31 s |
| 3     | CYP  | Aresti Alexandron         | 51,60 s |
| 4     | CYP  | Alexandros Aresti         | 52,07 s |
| 5     | MON  | Thomas Molina             | 52,91 s |
| 6     | ISL  | Baldur Snaer Jonsson      | 53,68 s |
| 7     | LUX  | Damien Assini             | 53,71 s |
| 8     | AND  | Charles Ridaura Carbonell | 54,58 s |

Datum: 5. Juni 2007, 17:48 Uhr

### 200 m Freistil
| Platz | Land | Athlet                 | Zeit        |
| ----- | ---- | ---------------------- | ----------- |
| 1     | MON  | François Xavier Paquot | 1:53,50 min |
| 2     | CYP  | Alexandros Aresti      | 1:54,74 min |
| 3     | CYP  | Alexandre Bakhtiarov   | 1:54,85 min |
| 4     | ISL  | Birkir Mar Jonsson     | 1:55,33 min |
| 5     | SMR  | Emanuele Nicolini      | 1:55,46 min |
| 6     | MON  | Yannick Rieg           | 1:55,89 min |
| 7     | LUX  | Damien Assini          | 1:58,78 min |
| 8     | ISL  | Baldur Snaer Jonsson   | 2:01,11 min |

Datum: 7. Juni 2007, 17:53 Uhr

### 400 m Freistil
| Platz | Land | Athlet                  | Zeit        |
| ----- | ---- | ----------------------- | ----------- |
| 1     | SMR  | Emanuele Nicolini       | 4:02,76 min |
| 2     | MON  | Yannick Rieg            | 4:05,28 min |
| 3     | LUX  | Damien Assini           | 4:05,30 min |
| 4     | CYP  | Marios Papagiannopoulos | 4:08,48 min |
| 5     | SMR  | Pietro Paolo Camilloni  | 4:11,26 min |
| 6     | ISL  | Arni Mar Arnason        | 4:14,80 min |
| 7     | MLT  | Neil Agius              | 4:18,39 min |
| 8     | ISL  | Oddur Ornolfsson        | 4:28,06 min |

Datum: 6. Juni 2007, 17:40 Uhr

### 1500 m Freistil
| Platz | Land | Athlet                  | Zeit         |
| ----- | ---- | ----------------------- | ------------ |
| 1     | SMR  | Emanuele Nicolini       | 16:21,21 min |
| 2     | MON  | Yannick Rieg            | 16:22,91 min |
| 3     | CYP  | Marios Papagiannopoulos | 16:43,42 min |
| 4     | SMR  | Pietro Paolo Camilloni  | 16:45,44 min |
| 5     | MLT  | Neil Agius              | 17:02,59 min |
| 6     | ISL  | Arni Mar Arnason        | 17:12,29 min |
| 7     | AND  | Jaume Boneta Seco       | 18:28,41 min |

Datum: 8. Juni 2007, 10:50 Uhr

### 100 m Rücken
| Platz | Land | Athlet                        | Zeit        |
| ----- | ---- | ----------------------------- | ----------- |
| 1     | LUX  | Raphael Stacchiotti           | 1:00,20 min |
| 2     | LUX  | Jean-François Schneiders      | 1:00,22 min |
| 3     | MON  | Eric Rottinger                | 1:00,81 min |
| 4     | CYP  | Giorgos Mylonas               | 1:01,01 min |
| 5     | CYP  | Phivos Doukanaris             | 1:01,11 min |
| 6     | ISL  | Davio Hildiberg Aoalsteinsson | 1:01,60 min |
| 7     | SMR  | Alberto Tasini                | 1:03,20 min |
| 8     | SMR  | Andrea Nicolini               | 1:04,18 min |

Datum: 6. Juni 2007, 17:15 Uhr

### 200 m Rücken
| Platz | Land | Athlet                        | Zeit        |
| ----- | ---- | ----------------------------- | ----------- |
| 1     | LUX  | Jean-François Schneiders      | 2:08,93 min |
| 2     | LUX  | Raphael Stacchiotti           | 2:10,08 min |
| 3     | CYP  | Phivos Doukanaris             | 2:10,96 min |
| 4     | SMR  | Andrea Nicolini               | 2:13,08 min |
| 5     | ISL  | Davio Hildiberg Aoalsteinsson | 2:13,71 min |
| 6     | SMR  | Alberto Tasini                | 2:15,05 min |
| 7     | MON  | Pierrick Solerieu             | 2:16,65 min |
| 8     | MON  | Eric Rottinger                | 2:22,33 min |

Datum: 5. Juni 2007, 17:10 Uhr

### 100 m Brust
| Platz | Land | Athlet                 | Zeit        |
| ----- | ---- | ---------------------- | ----------- |
| 1     | ISL  | Jakob Johann Sveinsson | 1:02,79 min |
| 2     | MON  | François Xavier Paquot | 1:05,24 min |
| 3     | AND  | Hocine Haciane         | 1:05,28 min |
| 4     | ISL  | Jon Oddur Sigurdsson   | 1:05,67 min |
| 5     | LUX  | Laurent Carnol         | 1:05,80 min |
| 6     | CYP  | Kyriakos Demosthenous  | 1:07,61 min |
| 7     | LIE  | Simon Beck             | 1:11,86 min |
| 8     | AND  | Radiguig El Moussaoui  | 1:14,79 min |

Datum: 6. Juni 2007, 18:16 Uhr

### 200 m Brust
| Platz | Land | Athlet                       | Zeit         |
| ----- | ---- | ---------------------------- | ------------ |
| 1     | ISL  | Jakob Johann Sveinsson       | 2:16,03 min  |
| 2     | AND  | Hocine Haciane               | 2:19,71 min  |
| 3     | LUX  | Laurent Carnol               | 2:20,40 min  |
| 4     | ISL  | Arni Mar Arnason             | 2:25,22 min  |
| 5     | CYP  | Marios Papagiannopoulos      | 2:27,25 min  |
| 6     | LIE  | Simon Beck                   | 2:35, 20 min |
| 7     | AND  | Younes Radiguig El Moussaoui | 2:41,68 min  |
| 8     | MON  | Cédric Rousseau              | 2:43,00 min  |

Datum: 7. Juni 2007, 17:30 Uhr

### 100 m Schmetterling
| Platz | Land | Athlet                   | Zeit        |
| ----- | ---- | ------------------------ | ----------- |
| 1     | ISL  | Orn Arnarson             | 53,85 s     |
| 2     | CYP  | Alexandre Bakhtiarov     | 56,54 s     |
| 3     | LUX  | Nicolas Melmer           | 56,59 s     |
| 4     | ISL  | Birkir Mar Jonsson       | 57,37 s     |
| 5     | CYP  | Christoforos Skourides   | 58,69 s     |
| 6     | MON  | Eric Rottinger           | 59,30 s     |
| 7     | MON  | Sébastien Ferre          | 1:01,32 min |
| 8     | AND  | Carlos Catarino Fernades | 1:02,51 min |

Datum: 6. Juni 2007, 17:58 Uhr

### 200 m Schmetterling
| Platz | Land | Athlet                   | Zeit        |
| ----- | ---- | ------------------------ | ----------- |
| 1     | AND  | Hocine Haciane           | 2:06,18 min |
| 2     | LUX  | Nicolas Melmer           | 2:07,08 min |
| 3     | MON  | Yannick Rieg             | 2:08,11 min |
| 4     | ISL  | Birkir Mar Jonsson       | 2:08,46 min |
| 5     | SMR  | Emanuele Nicolini        | 2:08,74 min |
| 6     | SMR  | Pietro Paolo Camilloni   | 2:08,82 min |
| 7     | MON  | Sébastien Ferre          | 2:28,25 min |
| 8     | AND  | Carlos Catarino Fernades | 2:28,53 min |

Datum: 5. Juni 2007, 17:31 Uhr

### 200 m Lagen
| Platz | Land | Athlet                  | Zeit        |
| ----- | ---- | ----------------------- | ----------- |
| 1     | AND  | Hocine Haciane          | 2:08,00 min |
| 2     | ISL  | Jakob Johann Sveinsson  | 2:10,27 min |
| 3     | LUX  | Pit Ulveling            | 2:11,76 min |
| 4     | ISL  | Arni Mar Arnason        | 2:12,04 min |
| 5     | MON  | Yannick Rieg            | 2:12,54 min |
| 6     | CYP  | Marios Papagiannopoulos | 2:12,65 min |
| 7     | MON  | Xavier François Paquot  | 2:19,06 min |
| 8     | AND  | Jaume Voneta Seco       | 2:26,35 min |

Datum: 5. Juni 2007, 18:08 Uhr

### 4 × 100 m Freistil
| Platz | Land | Athleten                                                                                        | Zeit        |
| ----- | ---- | ----------------------------------------------------------------------------------------------- | ----------- |
| 1     | ISL  | Orn Arnarson Jakob Johann Sveinsson Birkir Mar Jonsson Arni Mar Arnason                         | 3:48,01 min |
| 2     | LUX  | Raphael Stacchiotti Alwin De Prins Nicolas Melmer Pit Ulveling                                  | 3:54,61 min |
| 3     | CYP  | Giorgos Mylonas Kyriakos Demosthenous Alexandre Bakhtiarov Alexandros Aresti                    | 3:54,93 min |
| 4     | MON  | Eric Rottinger François Xavier Paquot Yannik Rieg Thomas Molina                                 | 3:58,96 min |
| 5     | AND  | Marco Alexandre Catarino Lopes Hocine Haciane Carlos Catarino Fernades Carles Ridaura Carbonell | 4:07,69 min |

Datum: 7. Juni 2007, 18:34 Uhr

### 4 × 200 m Freistil
| Platz | Land | Athleten                                                                               | Zeit        |
| ----- | ---- | -------------------------------------------------------------------------------------- | ----------- |
| 1     | ISL  | Baldur Snaer Jonsson Arni Mar Arnason Birkir Mar Jonsson Orn Arnarson                  | 7:41,12 min |
| 2     | CYP  | Alexandre Bakhtiarov Dimitris Themistokleous Marios Papagiannopoulos Alexandros Aresti | 7:48,38 min |
| 3     | MON  | Pierrick Solerieu Thomas Molina François Xavier Paquot Yannick Rieg                    | 7:48,53 min |
| 4     | LUX  | Damien Assini Nicolas Melmer Jean-François Schneiders Pit Ulveling                     | 7:49,85 min |
| 5     | SMR  | Pietro Paolo Camilloni Andrea Nicolini Alberto Tasini Emanuele Nicolini                | 8:00,86 min |
| 6     | AND  | Manuel Santiago Rodriguez Oriol Cunat Rodriguez Jaume Boneta Seco Hocine Haciane       | 8:18,62 min |

Datum: 6. Juni 2007, 19:00 Uhr

### 4 × 100 m Lagen
| Platz | Land | Athleten                                                                                        | Zeit        |
| ----- | ---- | ----------------------------------------------------------------------------------------------- | ----------- |
| 1     | ISL  | Orn Arnarson Jakob Johann Sveinsson Birkir Mar Jonsson Arni Mar Arnason                         | 3:48,01 min |
| 2     | LUX  | Raphael Stacchiotti Alwin De Prins Nicolas Melmer Pit Ulveling                                  | 3:54,61 min |
| 3     | CYP  | Giorgos Mylonas Kyriakos Demosthenous Alexandre Bakhtiarov Alexandros Aresti                    | 3:54,93 min |
| 4     | MON  | Eric Rottinger François Xavier Paquot Yannick Rieg Thomas Molina                                | 3:58,96 min |
| 5     | AND  | Marco Alexandre Catarino Lopes Hocine Haciane Carlos Catarino Fernades Carles Ridaura Carbonell | 4:07,69 min |

Datum: 7. Juni 2007, 18:34 Uhr

## Frauen

### 50 m Freistil
| Platz | Land | Athlet                             | Zeit    |
| ----- | ---- | ---------------------------------- | ------- |
| 1     | ISL  | Ragnheidur Ragnarsdottir           | 26,60 s |
| 2     | CYP  | Natalia Chatziloizou (Hadjiloizou) | 26,81 s |
| 3     | ISL  | Kolbrún Ýr Kristjánsdóttir         | 26,93 s |
| 4     | MLT  | Madeleine Scerri                   | 27,40 s |
| 5     | LUX  | Lynn Gales                         | 27,95 s |
| 6     | CYP  | Rania Pavlou                       | 28,01 s |
| 7     | LUX  | Caroline Sinner                    | 28,02 s |
| 8     | SMR  | Clelia Tini                        | 28,51 s |

Datum: 7. Juni 2007, 17:04 Uhr

### 100 m Freistil
| Platz | Land | Athlet                             | Zeit        |
| ----- | ---- | ---------------------------------- | ----------- |
| 1     | CYP  | Anna Stylianou                     | 58,29 s     |
| 2     | CYP  | Natalia Chatziloizou (Hadjiloizou) | 58,30 s     |
| 3     | ISL  | Kolbrún Ýr Kristjánsdóttir         | 58,38 s     |
| 4     | ISL  | Ragnheidur Ragnarsdottir           | 58,52 s     |
| 5     | MLT  | Madeleine Scerri                   | 58,55 s     |
| 6     | LUX  | Lynn Gales                         | 1:00,19 min |
| 7     | LUX  | Véronique Kosalka                  | 1:01,12 min |
| 8     | SMR  | Clelia Tini                        | 1:01,95 min |

Datum: 5. Juni 2007, 17:48 Uhr

### 200 m Freistil
| Platz | Land | Athlet                   | Zeit        |
| ----- | ---- | ------------------------ | ----------- |
| 1     | CYP  | Anna Stylianou           | 2:04,83 min |
| 2     | ISL  | Sigrún Brá Sverrisdóttir | 2:07,21 min |
| 3     | LUX  | Christine Mailliet       | 2:07,21 min |
| 4     | MLT  | Madeleine Scerri         | 2:09,71 min |
| 5     | ISL  | Audur Sif Jonsdottir     | 2:11,31 min |
| 6     | LUX  | Kim Nickels              | 2:13,80 min |
| 7     | MLT  | Davina Mangion           | 2:13,95 min |
| 8     | CYP  | Marinela Georgiou        | 2:15,01 min |

Datum: 7. Juni 2007, 17:46 Uhr

### 400 m Freistil
| Platz | Land | Athlet                   | Zeit        |
| ----- | ---- | ------------------------ | ----------- |
| 1     | LUX  | Christine Mailliet       | 4:24,67 min |
| 2     | ISL  | Sigrún Brá Sverrisdóttir | 4:24,05 min |
| 3     | CYP  | Anna Stylianou           | 4:25,37 min |
| 4     | SMR  | Simona Muccioli          | 4:36,20 min |
| 5     | ISL  | Audur Sif Jonsdottir     | 4:38,60 min |
| 6     | MLT  | Davina Mangion           | 4:42,38 min |
| 7     | LIE  | Julia Hassler            | 4:46,32 min |
| 8     | MON  | Arianna Mariani          | 4:51,28 min |

Datum: 6. Juni 2007, 17:32 Uhr

### 800 m Freistil
| Platz | Land | Athlet                   | Zeit         |
| ----- | ---- | ------------------------ | ------------ |
| 1     | CYP  | Anna Stylianou           | 9:16,93 min  |
| 2     | ISL  | Sigrún Brá Sverrisdóttir | 9:17,83 min  |
| 3     | LUX  | Christine Mailliet       | 9:19,95 min  |
| 4     | ISL  | Audur Sif Jonsdottir     | 9:32,07 min  |
| 5     | LIE  | Julia Hassler            | 9:44,49 min  |
| 6     | MLT  | Talisa Pace              | 9:58,91 min  |
| 7     | CYP  | Marinela Georgiou        | 9:59,39 min  |
| 8     | AND  | Silvia Ribes Sabate      | 10:13,01 min |
| 9     | MON  | Amélie Trinquier         | 10:43,81 min |

Datum: 8. Juni 2007, 10:28 Uhr

### 100 m Rücken
| Platz | Land | Athlet                      | Zeit        |
| ----- | ---- | --------------------------- | ----------- |
| 1     | LUX  | Dana Gales                  | 1:06,47 min |
| 2     | ISL  | Johanna Gerda Gustafsdottir | 1:07,32 min |
| 3     | MLT  | Madeleine Scerri            | 1:0849 min  |
| 4     | SMR  | Valentina Grassi            | 1:08,83 min |
| 5     | CYP  | Anna Shchogoleva            | 1:09,24 min |
| 6     | LUX  | Sarah Rolko                 | 1:09,44 min |
| 7     | ISL  | Ragnheidur Ragnarsdottir    | 1:10,21 min |
| 8     | CYP  | Margarita Antoniadou        | 1:11,08 min |

Datum: 6. Juni 2007, 17:11 Uhr

### 200 m Rücken
| Platz | Land | Athlet                      | Zeit        |
| ----- | ---- | --------------------------- | ----------- |
| 1     | LUX  | Dana Gales                  | 2:22,72 min |
| 2     | ISL  | Johanna Gerda Gustafsdottir | 2:25,07 min |
| 3     | MLT  | Madeleine Scerri            | 2:26,76 min |
| 4     | LUX  | Sarah Rolko                 | 2:28,98 min |
| 5     | CYP  | Margarita Antoniadou        | 2:32,11 min |
| 6     | CYP  | Rania Pavlou                | 2:33,25 min |
| 7     | MLT  | Nicole Cremona              | 2:37,88 min |
| 8     | AND  | Monica Ramirez Abela        | 2:40,13 min |

Datum: 5. Juni 2007, 17:06 Uhr

### 100 m Brust
| Platz | Land | Athlet                   | Zeit        |
| ----- | ---- | ------------------------ | ----------- |
| 1     | ISL  | Hrafnhidur Luthersdottir | 1:13,17 min |
| 2     | CYP  | Anastasia Christoforou   | 1:14,14 min |
| 3     | ISL  | Erla Dogg Haraldsdottir  | 1:14,35 min |
| 4     | LUX  | Aurélie Waltzing         | 1:19,44 min |
| 5     | SMR  | Martina Savaglia         | 1:19,68 min |
| 6     | MLT  | Angela Galea             | 1:19,99 min |

Datum: 6. Juni 2007, 18:11 Uhr

### 200 m Brust
| Platz | Land | Athlet                   | Zeit        |
| ----- | ---- | ------------------------ | ----------- |
| 1     | ISL  | Hrafnhidur Luthersdottir | 2:37,15 min |
| 2     | CYP  | Anastasia Christoforou   | 2:39,69 min |
| 3     | ISL  | Rakel Gunnlaugsdottir    | 2:43,74 min |
| 4     | LUX  | Aurélie Waltzing         | 2:48,42 min |
| 5     | SMR  | Martina Savaglia         | 2:52,28 min |
| 6     | LIE  | Janina Schumacher        | 2:52,56 min |

Datum: 7. Juni 2007, 17:24 Uhr

### 100 m Schmetterling
| Platz | Land | Athlet                             | Zeit        |
| ----- | ---- | ---------------------------------- | ----------- |
| 1     | CYP  | Natalia Chatziloizou (Hadjiloizou) | 1:02,69 min |
| 2     | CYP  | Maria Papadopoulou                 | 1:03,25 min |
| 3     | ISL  | Kolbrún Ýr Kristjánsdóttir         | 1:03,52 min |
| 4     | LUX  | Kim Nickels                        | 1:04,34 min |
| 5     | MLT  | Angela Galea                       | 1:05,22 min |
| 6     | LIE  | Janina Schumacher                  | 1:09,30 min |
| 7     | AND  | Silvia Ribes Sabate                | 1:13,40 min |
| 8     | MON  | Sophie Roger                       | 1:18,65 min |

Datum: 6. Juni 2007, 17:53 Uhr

### 200 m Schmetterling
| Platz | Land | Athlet                   | Zeit        |
| ----- | ---- | ------------------------ | ----------- |
| 1     | ISL  | Sigrún Brá Sverrisdóttir | 2:19,71 min |
| 2     | MLT  | Angela Galea             | 2:20,04 min |
| 3     | SMR  | Simona Muccioli          | 2:21,82 min |
| 4     | MLT  | Davina Mangion           | 2:25,34 min |
| 5     | ISL  | Audur Sif Jonsdottir     | 2:32,56 min |
| 6     | LIE  | Julia Hassler            | 2:34,96 min |
| 7     | AND  | Silvia Ribes Sabate      | 2:41,52 min |
| 8     | MON  | Sophie Roger             | 2:52,73 min |

Datum: 5. Juni 2007, 17:30 Uhr

### 200 m Lagen
| Platz | Land | Athlet                      | Zeit        |
| ----- | ---- | --------------------------- | ----------- |
| 1     | ISL  | Erla Dogg Haraldsdottir     | 2:23,07 min |
| 2     | CYP  | Anna Shchogoleva            | 2:28,41 min |
| 3     | ISL  | Johanna Gerda Gustafsdottir | 2:29,07 min |
| 4     | SMR  | Simona Scerri               | 2:29,17 min |
| 5     | MLT  | Madeleine Scerri            | 2:33,27 min |
| 6     | MLT  | Angela Galea                | 2:34,06 min |
| 7     | LIE  | Janina Schumacher           | 2:37,10 min |
| 8     | MON  | Sophie Roger                | 2:47,83 min |

Datum: 5. Juni 2007, 18:07 Uhr

### 4 × 100 m Freistil
| Platz | Land | Athleten                                                                                         | Zeit        |
| ----- | ---- | ------------------------------------------------------------------------------------------------ | ----------- |
| 1     | ISL  | Audur Sif Josdottir Ragnheidur Ragnarsdottir Sigrún Brá Sverrisdóttir Kolbrún Ýr Kristjánsdóttir | 3:54,55 min |
| 2     | CYP  | Natalia Chatziloizou (Hadjiloizou) Margarita Antoniadou Rania Pavlou Anna Stylianou              | 3:55,06 min |
| 3     | LUX  | Christine Mailliet Lynn Gales Véronique Kosalka Kim Nickels                                      | 4:00,79 min |
| 4     | MLT  | Madeleine Scerri Nicole Cremona Talisa Pace Davina Mangion                                       | 4:09,28 min |
| 5     | MON  | Arianna Mariani Kimberley Rozand Sophie Roger Angélique Trinquier                                | 4:22,21 min |

Datum: 8. Juli 2007, 11:56 Uhr

### 4 × 200 m Freistil
| Platz | Land | Athleten                                                                                             | Zeit        |
| ----- | ---- | --- | ----------- |
| 1     | ISL  | Sigrún Brá Sverrisdóttir Johanna Gerda Gustafsdottir Audur Sif Jonsdottir Kolbrún Ýr Kristjánsdóttir | 8:39,15 min |
| 2     | LUX  | Christine Mailliet Lynn Gales Kim Nickels Véronique Kosalka                                          | 8:40,61 min |
| 3     | CYP  | Natalia Chatziloizou (Hadjiloizou) Rania Pavlou Marinela Georgiou Anna Stylianou                     | 8:52,76 min |
| 4     | MLT  | Madeleine Scerri Nicole Cremona Davina Mangion Talisa Pace                                           | 8:59,75 min |
| 5     | MON  | Arianna Mariani Kimberley Rozand Sophie Roger Angélique Trinquier                                    | 9:39,72 min |

Datum: 6. Juni 2007, 18:44 Uhr

### 4 × 100 m Lagen
| Platz | Land | Athleten                                                                                  | Zeit        |
| ----- | ---- | ----------------------------------------------------------------------------------------- | ----------- |
| 1     | CYP  | Anna Shchogoleva Anastasia Christoforou Natalia Chatziloizou (Hadjiloizou) Anna Stylianou | 4:22,59 min |
| 2     | LUX  | Dana Gales Aurélie Waltzing Kim Nickels Lynn Gales                                        | 4:33,57 min |
| 3     | MLT  | Nicole Cremona Angela Galea Davina Mangion Madeleine Scerri                               | 4:38,33 min |
| 4     | SMR  | Valentina Grassi Martina Savaglia Simona Muccioli Clelia Tini                             | 4:39,66 min |

Datum: 7. Juni 2007, 18:13 Uhr